# Delias totila
Delias totila é uma borboleta da família Pieridae. Foi descrita por Karl Borromaeus Maria Josef Heller em 1896. É endémico para a Nova Bretanha.